# Sempere (historietista)
Jordi García Sempere, que firmaba habitualmente con su segundo apellido, es un dibujante de cómic español (Barcelona, 1963). 

## Biografía
Jordi García Sempere inició su carrera trabajando con el guionista Gregori Casamayor en la revista "Guix", pero pronto unió también con Francisco Pérez Navarro. Juntos publicaron en revistas como "Cul-de-Sac", "Cairo", "Más Madera!" y "TBO" durante los años ochenta.
En los noventa continuaron colaborando en "Más Madera!", "El Jueves" y "Puta Mili".

## Obra
| Años | Título                         | Guionista               | Tipo                 | Publicación        |
| ---- | ------------------------------ | ----------------------- | -------------------- | ------------------ |
| 1981 | La Senyorita Montserrat        | Gregori Casamayor       | serie                | Guix               |
| 1982 | Enciclopedia del reciclatje    | Francisco Pérez Navarro | serie                | Cul-de-Sac         |
| 1982 | Retorno a los orígenes         | Francisco Pérez Navarro | serie                | Cul-de-Sac         |
| 1982 | La Página del Lector           | Francisco Pérez Navarro | serie                | Cairo              |
| 1985 | Dragones y Mazmorras           |                         | serial colectivo     | Planeta-DeAgostini |
| 1985 | Història de Tarragona          | Francisco Péres Navarro | monografía           | Saco Roto          |
| 1985 | Història de Barbèra del Vallés | Francisco Péres Navarro | monografía           | Saco Roto          |
| 1985 | Veinticuatro horas             | Francisco Péres Navarro | monografía colectiva | Saco Roto          |
| 1987 | El patio trasero               | Francisco Péres Navarro | monografía           | Saco Roto          |
| 1988 | Nostradamus                    | Francisco Pérez Navarro | serie                | Cairo              |